# Śruba pociągowa

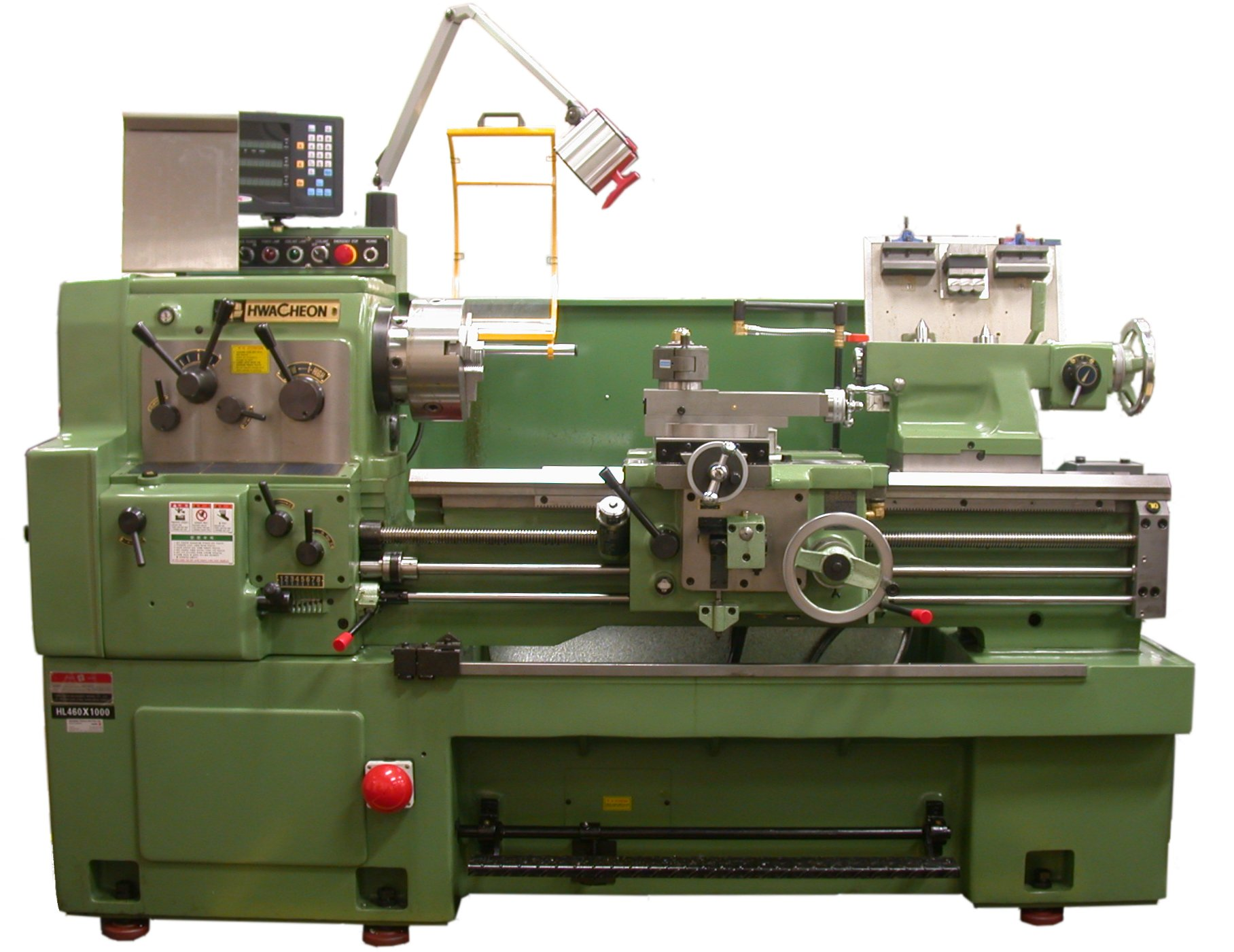
Zastosowanie śruby pociągowej (górny wałek) do przesuwu suportu tokarki

Śruba pociągowa − część urządzenia do ustawienia narzędzia względem obrabianego materiału lub materiału względem narzędzia. Jako klasyczne zastosowanie można uznać napęd suportu obrabiarek do metalu w dwóch lub trzech płaszczyznach. Śruba pociągowa najczęściej napędzana jest od napędu głównego obrabiarki przez przekładnię, rzadziej oddzielnym silnikiem. Zaletą napędu głównego (przez przekładnię) jest pełna synchronizacja ruchów narzędzia i obrabianego materiału, co w efekcie daje dużą dokładność obróbki. Przykładem napędu z oddzielnym silnikiem, dodatkowo wspieranym liniałem dla polepszenia dokładności ruchu, są tokarki CNC.